# 주나 반스
주나 반스(영어: Djuna Barnes, 1892년 6월 12일 ~ 1982년 6월 18일)은 미국의 작가로, 20세기 모더니즘 영문학의 발전에 중요한 역할을 했다. 소설 《나이트우드(Nightwood)》는 T. S. 엘리엇의 서문에 힘입어 현대 소설의 컬트적인 작품이되었다. 동성애를 주제로 한 묘사와 독특한 문체로 오늘날에도 광채를 발하고 있다.
대한민국의 미디어 평론가 듀나의 필명은 그녀의 이름에서 따왔다.